# Massive-verse
Il Massive-verse è un universo condiviso ideata da Kyle Higgins in cui è ambientata una linea di fumetti statunitensi, Radiant Black e i suoi spin-off, pubblicata dalla Image Comics a partire dal 2021.

## Storia editoriale
Annunciata a novembre 2020, la Image Comics inizia a pubblicare a partire da febbraio 2021 una nuova serie, Radiant Black, scritta da Kyle Higgins e disegnata da Marcelo Costa. Robert Kirkman ha dichiarato che è “Il fumetto di supereroi perfetto per tutti coloro a cui manca Invincible” e più in generale "il fumetto di supereroi perfetto per chiunque... innamoratevi di nuovo dei supereroi".
A febbraio 2022 viene pubblicato il primo albo evento, Supermassive, da cui si diramano i primi spin-off della serie principale, di varia lunghezza e foliazione, e viene coniato il nome dell'universo condiviso, il Massive-verse, aggiungendo in seguito la serie C.O.W.L., scritta da Kyle Higgins in coppia con Alec Siegel tra il 2014 e il 2015, al novero delle testate contenute nello stesso.
Nel secondo albo evento Supermassive del maggio 2023 i personaggi del Massive-verse sono sulle tracce del Santo Graal e nel corso della vicenda appare Spawn Medievale.

## Trama
Nathan Burnett è un aspirante scrittore che a causa di difficoltà lavorative e finanziarie è costretto a tornare a vivere dai suoi genitori. In seguito entra in contatto con un misterioso materiale alieno, il Radiant, che gli conferisce straordinari capacità. Assume così l'identità di Radiant Black e così la sua vita si divide tra l'affrontare avversari e situazioni eccezionali e il voler portare avanti i propri sogni e necessità.

## Personaggi
- Nathan Burnett: uno scrittore che entra in contatto con un misterioso elemento alieno diventando in grado di manipolare la gravità e scagliare colpi energetici. Assume l'identità supereroica di Radiant Black fino a quando il crollo di un edificio non lo manda in coma per nove mesi. Successivamente al suo risveglio ritorna in attività condividendo il potere con il suo amico Marshall.
- Marshall Ward: è il migliore amico di Nathan e gli succede come Radiant Black quando finisce in coma.
- Radiant Red: Satomi Sone è una maestra di scuola media asio-americana con problemi finanziari che ha l'abilità di assorbire la materia.
- Radiant Pink: Eva Reyes è una streamer spagnola che ha l'abilità di aprire portali.
- Radiant Yellow: Wendell George è un anziano afro-americano che ha l'albilità di vedere ogni probabilità attraverso lo spazio e il tempo.
- Dylan Siegel: ha ereditato il titolo di Rogue Sun dopo la morte del suo ripudiato padre Marcus Bell.
- Cassia Costa: è una ragazza che vive ad Apex City ed è l'attuale Inferno Girl Red.
- Dead Lucky: Bibiana "Bibi" Lopez-Yang è l'ex capitano del plotone Dead Lucky e ha l'abilità di controllare i macchinari elettrici e può vedere i "fantasmi d'energia".
- No/One: un hacktivista/vigilante che opera a Pittsburgh.
- Shift: Guy è a capo di un sindacato criminale che vende tecnologia Radiant e ha il potere di "spostarsi" attraverso i luoghi.

## Pubblicazioni

### In corso
Radiant Black
| Nr.  | Data           | Titolo                                  | Sceneggiatura                  | Disegni                                                                                 | Colori                                              | Copertina          | Prima edizione italiana      | Data Italia    |
| ---- | -------------- | --------------------------------------- | ------------------------------ | --------------------------------------------------------------------------------------- | --------------------------------------------------- | ------------------ | ---------------------------- | -------------- |
| 1    | Febbraio 2021  | (Not So) Secret Origin                  | Kyle Higgins                   | Marcelo Costa                                                                           | Marcelo Costa                                       | Michael Cho        | Radiant Black 1 (SaldaPress) | Novembre 2022  |
| 2    | Marzo 2021     | Better off Red                          | Kyle Higgins                   | Marcelo Costa                                                                           | Marcelo Costa                                       | Marcelo Costa      | Radiant Black 1 (SaldaPress) | Novembre 2022  |
| 3    | Aprile 2021    | Writing Day                             | Kyle Higgins                   | Marcelo Costa                                                                           | Marcelo Costa                                       | Marcelo Costa      | Radiant Black 1 (SaldaPress) | Novembre 2022  |
| 4    | Maggio 2021    | Everything Changes                      | Kyle Higgins                   | Marcelo Costa                                                                           | Marcelo Costa (con l'assistenza di Rod Fernandes)   | Eduardo Ferigato   | Radiant Black 1 (SaldaPress) | Novembre 2022  |
| 4    | Maggio 2021    | Marshall's School of Business           | Riley Trella                   | Eduardo Ferigato                                                                        | Marcelo Costa                                       | Eduardo Ferigato   | Inedito                      | n/a            |
| 4    | Maggio 2021    | Marshall's School of Business           | Melissa Flores                 | Joe Hunter                                                                              | Joe Hunter                                          | Eduardo Ferigato   | Inedito                      | n/a            |
| 5    | Giugno 2021    | Aftermath                               | Kyle Higgins                   | Marcelo Costa e Eduardo Ferigato                                                        | Natalia Marques                                     | Doaly              | Radiant Black 1 (SaldaPress) | Novembre 2022  |
| 5    | Giugno 2021    | The Unleashed: Echoes of Sorrow, Part 1 | Melissa Flores                 | Eleonora Carlini (matite) e Elisabetta D'Amico (chine)                                  | Mattia Iacono                                       | Doaly              | Inedito                      | n/a            |
| 6    | Luglio 2021    | Red                                     | Kyle Higgins e Cherish Chen    | David Lafuente                                                                          | Miquel Muerto                                       | David Lafuente     | Radiant Black 1 (SaldaPress) | Novembre 2022  |
| 6    | Luglio 2021    | The Unleashed: Echoes of Sorrow, Part 2 | Melissa Flores                 | Eleonora Carlini (matite) e Elisabetta D'Amico (chine)                                  | Mattia Iacono                                       | David Lafuente     | Inedito                      | n/a            |
| 7    | Agosto 2021    | Radiant[s]                              | Kyle Higgins                   | Marcelo Costa                                                                           | Natalia Marques                                     | Daniele Di Nicuolo | Radiant Black 2 (SaldaPress) | Febbraio 2023  |
| 7    | Agosto 2021    | Marshall's School of Business           | Melissa Flores                 | Danilo Beyruth                                                                          | Dee Cunniffe                                        | Daniele Di Nicuolo | Inedito                      | n/a            |
| 7    | Agosto 2021    | The Unleashed: Echoes of Sorrow, Part 3 | Melissa Flores                 | Eleonora Carlini                                                                        | Mattia Iacono                                       | Daniele Di Nicuolo | Inedito                      | n/a            |
| 8    | Settembre 2021 | <001>                                   | Kyle Higgins                   | Marcelo Costa                                                                           | Natalia Marques                                     | Felipe Watanabe    | Radiant Black 2 (SaldaPress) | Febbraio 2023  |
| 8    | Settembre 2021 | The Unleashed: Echoes of Sorrow, Part 4 | Melissa Flores                 | Eleonora Carlini                                                                        | Mattia Iacono                                       | Felipe Watanabe    | Inedito                      | n/a            |
| 9    | Novembre 2021  | Life and Times                          | Kyle Higgins                   | Eduardo Ferigato                                                                        | Marcelo Costa                                       | Marcelo Costa      | Radiant Black 2 (SaldaPress) | Febbraio 2023  |
| 9    | Novembre 2021  | Marshall's School of Business           | John Roy                       | Breno Tamura                                                                            | Breno Tamura                                        | Marcelo Costa      | Inedito                      | n/a            |
| 10   | Novembre 2021  | Existence                               | Kyle Higgins                   | Marcelo Costa                                                                           | Igor Monti e Sabrina Del Grosso                     | Eleonora Carlini   | Radiant Black 2 (SaldaPress) | Febbraio 2023  |
| 11   | Dicembre 2021  | Awake                                   | Kyle Higgins e Joe Clark       | Marcelo Costa                                                                           | Mattia Iacono                                       | Dylan Burnett      | Radiant Black 2 (SaldaPress) | Febbraio 2023  |
| 11   | Dicembre 2021  | Beast Heart Strikers parte 1            | Lan Pitts                      | Joe Hunter                                                                              | Joe Hunter                                          | Dylan Burnett      | Inedito                      | n/a            |
| 12   | Febbraio 2022  | Pink                                    | Kyle Higgins e Meghan Camarena | French Carlomagno                                                                       | Mattia Iacono                                       | Emma Kubert        | Radiant Black 2 (SaldaPress) | Febbraio 2023  |
| 12   | Febbraio 2022  | Beast Heart Strikers parte 2            | Lan Pitts                      | Joe Hunter                                                                              | Joe Hunter                                          | Emma Kubert        | Inedito                      | n/a            |
| 13   | Marzo 2022     | Accel                                   | Kyle Higgins                   | Marcelo Costa                                                                           | Raúl Angulo                                         | Stefano Simeone    | Radiant Black 3 (SaldaPress) | Agosto 2023    |
| 13   | Marzo 2022     | Marshall's School of Business           | Riley Trella                   | Giuseppe Cafaro                                                                         | Giuseppe Cafaro                                     | Stefano Simeone    | Inedito                      | n/a            |
| 13   | Marzo 2022     | Beast Heart Strikers parte 3            | Lan Pitts                      | Joe Hunter                                                                              | Joe Hunter                                          | Stefano Simeone    | Inedito                      | n/a            |
| 14   | Maggio 2022    | Retaliation                             | Kyle Higgins                   | Eduardo Ferigato (matite), Marcelo Costa (matite) e Jonas Trindade (chine)              | Igor Monti (con l'assistenza di Sabrina Del Grosso) | Marcelo Costa      | Radiant Black 3 (SaldaPress) | Agosto 2023    |
| 14   | Maggio 2022    | Beast Heart Strikers parte 4            | Lan Pitts                      | Joe Hunter                                                                              | Joe Hunter                                          | Marcelo Costa      | Inedito                      | n/a            |
| 15   | Giugno 2022    | Unauthorized                            | Kyle Higgins e Alec Siegel     | Eduardo Ferigato e Marcelo Costa                                                        | Igor Monti (con l'assistenza di Sabrina Del Grosso) | Eduardo Ferigato   | Radiant Black 3 (SaldaPress) | Agosto 2023    |
| 16   | Luglio 2022    | Ambush                                  | Kyle Higgins e Joe Clark       | Marcelo Costa                                                                           | Tríona Farrell                                      | Marcelo Costa      | Radiant Black 3 (SaldaPress) | Agosto 2023    |
| 16   | Luglio 2022    | Marshall's School of Business           | Melissa Flores                 | Katie Sawatsky                                                                          | Katie Sawatsky                                      | Marcelo Costa      | Inedito                      | n/a            |
| 17   | Agosto 2022    | Return                                  | Kyle Higgins e Joe Clark       | Marcelo Costa                                                                           | Tríona Farrell                                      | Marcelo Costa      | Radiant Black 3 (SaldaPress) | Agosto 2023    |
| 17   | Agosto 2022    | Marshall's School of Business           | Melissa Flores                 | Sachi Ediriweera                                                                        | Sachi Ediriweera                                    | Marcelo Costa      | Inedito                      | n/a            |
| 18   | Settembre 2022 | Yellow                                  | Kyle Higgins e Laurence Holmes | Stefano Simeone                                                                         | Stefano Simeone                                     | Stefano Simeone    | Radiant Black 3 (SaldaPress) | Agosto 2023    |
| 19   | Novembre 2022  | Radiant²                                | Kyle Higgins                   | Marcelo Costa (matite) e Carlos Eduardo (chine)                                         | Marcelo Costa                                       | Marcelo Costa      | Radiant Black 4 (SaldaPress) | Gennaio 2024   |
| 20   | Dicembre 2022  | A Giant Goddamn Robot                   | Kyle Higgins                   | Marcelo Costa                                                                           | Marcelo Costa e Rod Fernandes                       | Marcelo Costa      | Radiant Black 4 (SaldaPress) | Gennaio 2024   |
| 20   | Dicembre 2022  | Marshall's School of Business           | Salvatore Vivenzio             | Niccolò Lelapi                                                                          | Niccolò Lelapi                                      | Marcelo Costa      | Inedito                      | n/a            |
| 21   | Febbraio 2023  | Blackmail                               | Kyle Higgins                   | Eduardo Ferigato e Marcelo Costa                                                        | Raúl Angulo                                         | Federico Sabbatini | Radiant Black 4 (SaldaPress) | Gennaio 2024   |
| 21   | Febbraio 2023  | Marshall's School of Business           | Daniel Kibblesmith             | Danilo Beyruth                                                                          | Danilo Beyruth                                      | Federico Sabbatini | Inedito                      | n/a            |
| 22   | Marzo 2023     | L.A.                                    | Kyle Higgins                   | Eduardo Ferigato e Ze Carlos                                                            | Raúl Angulo                                         | Eduardo Ferigato   | Radiant Black 4 (SaldaPress) | Gennaio 2024   |
| 22   | Marzo 2023     | Marshall's School of Business           | Andrew Leamon                  | Niccolò Lelapi                                                                          | Niccolò Lelapi                                      | Eduardo Ferigato   | Inedito                      | n/a            |
| 23   | Aprile 2023    | More Giant Robots                       | Kyle Higgins                   | Eduardo Ferigato                                                                        | Marcelo Costa e Raúl Angulo                         | Marcelo Costa      | Radiant Black 4 (SaldaPress) | Gennaio 2024   |
| 24   | Maggio 2023    | Return to Existence                     | Kyle Higgins                   | Marcelo Costa                                                                           | Igor Monti                                          | Eleonora Carlini   | Radiant Black 4 (SaldaPress) | Gennaio 2024   |
| 25   | Luglio 2023    | The Catalyst War                        | Kyle Higgins e Joe Clark       | Marcelo Costa (matite e chine), Eduardo Ferigato (matite) e Paulo Daniel Santos (chine) | Rod Fernandes e Raúl Angulo                         | Marcelo Costa      | Radiant Black 5 (SaldaPress) | Settembre 2024 |
| 25.5 | Luglio 2023    | The Catalyst War                        | Kyle Higgins e Joe Clark       | Marcelo Costa (matite e chine), Eduardo Ferigato (matite) e Paulo Daniel Santos (chine) | Rod Fernandes e Raúl Angulo                         | Marcelo Costa      | Radiant Black 5 (SaldaPress) | Settembre 2024 |
| 26   | Ottobre 2023   | The Protocol                            | Kyle Higgins e Joe Clark       | Eduardo Ferigato                                                                        | Raúl Angulo                                         | Marcelo Costa      | Radiant Black 5 (SaldaPress) | Settembre 2024 |
| 26.5 | Ottobre 2023   | The Protocol                            | Kyle Higgins e Joe Clark       | Eduardo Ferigato                                                                        | Raúl Angulo                                         | Marcelo Costa      | Radiant Black 5 (SaldaPress) | Settembre 2024 |
| 27   | Dicembre 2023  | Accretion                               | Kyle Higgins e Joe Clark       | Eduardo Ferigato                                                                        | Raúl Angulo e Marcelo Costa                         | Marcelo Costa      | Radiant Black 5 (SaldaPress) | Settembre 2024 |
| 27.5 | Dicembre 2023  | Accretion                               | Kyle Higgins e Joe Clark       | Thobias Daneluz                                                                         | Rod Fernandes                                       | Marcelo Costa      | Radiant Black 5 (SaldaPress) | Settembre 2024 |
| 28   | Febbraio 2024  | The Third Door                          | Kyle Higgins e Joe Clark       | Eduardo Ferigato                                                                        | Raúl Angulo                                         | Eduardo Ferigato   | Inedito                      | n/a            |
| 28.5 | Febbraio 2024  | The Third Door                          | Kyle Higgins e Joe Clark       | Marcelo Costa                                                                           | Rod Fernandes                                       | Eduardo Ferigato   | Inedito                      | n/a            |
| 29   | Luglio 2024    | The Final Trial                         | Kyle Higgins e Joe Clark       | Eduardo Ferigato                                                                        | Raúl Angulo e Rod Fernandes                         | Marcelo Costa      | Inedito                      | n/a            |
| 29.5 | Luglio 2024    | The Final Trial                         | Kyle Higgins e Joe Clark       | Marcelo Costa                                                                           | Rod Fernandes                                       | Marcelo Costa      | Inedito                      | n/a            |
| 30   | Ottobre 2024   | Reckoning                               | Kyle Higgins e Joe Clark       | Marcelo Costa e Eduardo Ferigato                                                        | Rod Fernandes e Raúl Angulo                         | Marcelo Costa      | Inedito                      | n/a            |
| 30.5 | Ottobre 2024   | Reckoning                               | Kyle Higgins e Joe Clark       | Marcelo Costa e Eduardo Ferigato                                                        | Rod Fernandes e Raúl Angulo                         | Marcelo Costa      | Inedito                      | n/a            |

Rogue Sun
| Nr. | Data           | Titolo                                    | Sceneggiatura              | Disegni                    | Colori           | Copertina       | Prima edizione italiana  | Data Italia    |
| --- | -------------- | ----------------------------------------- | -------------------------- | -------------------------- | ---------------- | --------------- | ------------------------ | -------------- |
| 1   | Marzo 2022     | When the Knight Falls a Son Will Rise     | Ryan Parrott               | Abel                       | Chris O'Halloran | Declan Shalvey  | Rogue Sun 1 (SaldaPress) | Maggio 2023    |
| 2   | Marzo 2022     | Hunter's Moon                             | Ryan Parrott               | Abel e Francesco Mortarino | Chris O'Halloran | Abel            | Rogue Sun 1 (SaldaPress) | Maggio 2023    |
| 3   | Aprile 2022    | The Crystal Menagerie                     | Ryan Parrott               | Abel e Francesco Mortarino | Chris O'Halloran | Abel            | Rogue Sun 1 (SaldaPress) | Maggio 2023    |
| 4   | Maggio 2022    | A Sour Note                               | Ryan Parrott               | Abel                       | Chris O'Halloran | Abel            | Rogue Sun 1 (SaldaPress) | Maggio 2023    |
| 5   | Giugno 2022    | Making a Murderer                         | Ryan Parrott               | Abel e Simone Ragazzoni    | Natalia Marques  | Abel            | Rogue Sun 1 (SaldaPress) | Maggio 2023    |
| 6   | Luglio 2022    | Family Matters                            | Ryan Parrott               | Abel                       | Natalia Marques  | Abel            | Rogue Sun 1 (SaldaPress) | Maggio 2023    |
| 7   | Ottobre 2022   | Too Many Choices                          | Ryan Parrott e Nick Cotton | Ze Carlos                  | Raúl Angulo      | Marcelo Costa   | Rogue Sun 2 (SaldaPress) | Settembre 2023 |
| 8   | Novembre 2022  | Knock, Knock                              | Ryan Parrott               | Abel                       | Natalia Marques  | Luana Vecchio   | Rogue Sun 2 (SaldaPress) | Settembre 2023 |
| 9   | Dicembre 2022  | Hellbent                                  | Ryan Parrott               | Marco Renna                | Natalia Marques  | Luana Vecchio   | Rogue Sun 2 (SaldaPress) | Settembre 2023 |
| 9   | Dicembre 2022  | Gray Girl, Chapter One                    | Rachel Wagner              | Carla Wyzgala              | Carla Wyzgala    | Luana Vecchio   | Inedito                  | n/a            |
| 10  | Febbraio 2023  | The Bird, the Feather, and the Knight Sun | Ryan Parrott               | Marco Renna                | Natalia Marques  | Luana Vecchio   | Rogue Sun 2 (SaldaPress) | Settembre 2023 |
| 10  | Febbraio 2023  | Gray Girl, Chapter Two                    | Rachel Wagner              | Carla Wyzgala              | Carla Wyzgala    | Luana Vecchio   | Inedito                  | n/a            |
| 11  | Marzo 2023     | All We Really Want                        | Ryan Parrott               | Abel                       | Natalia Marques  | Luana Vecchio   | Rogue Sun 2 (SaldaPress) | Settembre 2023 |
| 11  | Marzo 2023     | Gray Girl, Chapter Three                  | Rachel Wagner              | Carla Wyzgala              | Carla Wyzgala    | Luana Vecchio   | Inedito                  | n/a            |
| 12  | Aprile 2023    | Last Dance                                | Ryan Parrott               | Abel                       | Natalia Marques  | Luana Vecchio   | Rogue Sun 2 (SaldaPress) | Settembre 2023 |
| 12  | Aprile 2023    | Gray Girl, Chapter Four                   | Rachel Wagner              | Carla Wyzgala              | Carla Wyzgala    | Luana Vecchio   | Inedito                  | n/a            |
| 13  | Giugno 2023    | The Person Besides You                    | Ryan Parrott               | Marco Renna e Abel         | Natalia Marques  | Luana Vecchio   | Rogue Sun 3 (SaldaPress) | Marzo 2024     |
| 14  | Luglio 2023    | Fathers and Suns                          | Ryan Parrott               | Marco Renna e Abel         | Natalia Marques  | Luana Vecchio   | Rogue Sun 3 (SaldaPress) | Marzo 2024     |
| 15  | Agosto 2023    | Let's Make a Deal                         | Ryan Parrott               | Marco Renna e Abel         | Natalia Marques  | Luana Vecchio   | Rogue Sun 3 (SaldaPress) | Marzo 2024     |
| 16  | Ottobre 2023   | The Last Ember                            | Ryan Parrott               | Marco Renna e Abel         | Natalia Marques  | Luana Vecchio   | Rogue Sun 3 (SaldaPress) | Marzo 2024     |
| 17  | Dicembre 2023  | Rise                                      | Ryan Parrott               | Marco Renna e Abel         | Natalia Marques  | Luana Vecchio   | Rogue Sun 3 (SaldaPress) | Marzo 2024     |
| 18  | Febbraio 2024  | Soul Survivor                             | Ryan Parrott               | Abel                       | Natalia Marques  | Luana Vecchio   | Rogue Sun 3 (SaldaPress) | Marzo 2024     |
| 19  | Maggio 2024    | n/a                                       | Ryan Parrott e Nick Cotton | Marco Renna                | Natalia Marques  | Kelly McMahon   | Inedito                  | n/a            |
| 20  | Luglio 2024    | n/a                                       | Ryan Parrott e Nick Cotton | Abel                       | Natalia Marques  | Stefano Simeone | Inedito                  | n/a            |
| 21  | Agosto 2024    | n/a                                       | Ryan Parrott e Nick Cotton | Abel                       | Natalia Marques  | Stefano Simeone | Inedito                  | n/a            |
| 22  | Settembre 2024 | n/a                                       | Ryan Parrott e Nick Cotton | Bruno Frenda               | Natalia Marques  | Stefano Simeone | Inedito                  | n/a            |
| 23  | Ottobre 2024   | n/a                                       | Ryan Parrott e Nick Cotton | Abel                       | Natalia Marques  | Stefano Simeone | Inedito                  | n/a            |
| 24  | Novembre 2024  | n/a                                       | Ryan Parrott e Nick Cotton | Abel                       | Natalia Marques  | Stefano Simeone | Inedito                  | n/a            |

### Concluse
| Nr. | Data           | Titolo           | Titolo                | Titolo                                   | Sceneggiatura                    | Disegni                                           | Colori                                              | Copertina                                                       | Prima edizione italiana       | Data Italia   |
| --- | -------------- | ---------------- | --------------------- | ---------------------------------------- | -------------------------------- | ------------------------------------------------- | --------------------------------------------------- | --------------------------------------------------------------- | ----------------------------- | ------------- |
| 1   | Maggio 2014    | C.O.W.L          | Principles of Power   | Chapter 1: Motivation                    | Kyle Higgins e Alec Siegel       | Rod Reis                                          | Rod Reis                                            | Trevor McCarthy                                                 | Inedito                       | n/a           |
| 2   | Giugno 2014    | C.O.W.L          | Principles of Power   | Chapter 2: Self-Deception                | Kyle Higgins e Alec Siegel       | Rod Reis                                          | Rod Reis                                            | Trevor McCarthy                                                 | Inedito                       | n/a           |
| 3   | Luglio 2014    | C.O.W.L          | Principles of Power   | Chapter 3: Perception                    | Kyle Higgins e Alec Siegel       | Rod Reis                                          | Rod Reis                                            | Rod Reis                                                        | Inedito                       | n/a           |
| 4   | Agosto 2014    | C.O.W.L          | Principles of Power   | Chapter 4: Unity                         | Kyle Higgins e Alec Siegel       | Rod Reis                                          | Stéphane Perger                                     | Trevor McCarthy                                                 | Inedito                       | n/a           |
| 5   | Settembre 2014 | C.O.W.L          | Principles of Power   | Chapter 5: Sacrifice                     | Kyle Higgins e Alec Siegel       | Rod Reis                                          | Rod Reis                                            | Rod Reis                                                        | Inedito                       | n/a           |
| 6   | Novembre 2014  | C.O.W.L          | Raven's First Flight! | Raven's First Flight!                    | Kyle Higgins e Alec Siegel       | Elsa Charretier                                   | Rod Reis                                            | Joe Bennett (matite), Marco Mueller (chine) e Rod Reis (colori) | Inedito                       | n/a           |
| 7   | Dicembre 2014  | C.O.W.L          | The Greater Good      | Chapter 1: At the Brink                  | Kyle Higgins e Alec Siegel       | Rod Reis                                          | Rod Reis                                            | Trevor McCarthy                                                 | Inedito                       | n/a           |
| 8   | Febbraio 2015  | C.O.W.L          | The Greater Good      | Chapter 2: Doppler Shift                 | Kyle Higgins e Alec Siegel       | Rod Reis                                          | Rod Reis                                            | Trevor McCarthy                                                 | Inedito                       | n/a           |
| 9   | Marzo 2015     | C.O.W.L          | The Greater Good      | Chapter 3: The High Ground               | Kyle Higgins e Alec Siegel       | Rod Reis                                          | Rod Reis                                            | Rod Reis                                                        | Inedito                       | n/a           |
| 10  | Maggio 2015    | C.O.W.L          | The Greater Good      | Chapter 4: Full Disclosure               | Kyle Higgins e Alec Siegel       | Rod Reis                                          | Rod Reis                                            | Rod Reis                                                        | Inedito                       | n/a           |
| 11  | Luglio 2015    | C.O.W.L          | The Greater Good      | Chapter 5: Coming to Terms               | Kyle Higgins e Alec Siegel       | Rod Reis                                          | Rod Reis                                            | Rod Reis                                                        | Inedito                       | n/a           |
| 1   | Marzo 2022     | Radiant Red      | Radiant Red           | Brave New World                          | Cherish Chen                     | David LaFuente                                    | Miquel Muerto                                       | David Lafuente (colori di Miquel Muerto)                        | Radiant Red (SaldaPress)      | Novembre 2023 |
| 1   | Marzo 2022     | Radiant Red      | Radiant Red           | Sister Crash: Room for Dessert           | Paul Allor                       | Chris Evenhuis                                    | Brittany Peer                                       | David Lafuente (colori di Miquel Muerto)                        | Inedito                       | n/a           |
| 2   | Aprile 2022    | Radiant Red      | Radiant Red           | The Crucible                             | Cherish Chen                     | David LaFuente                                    | Miquel Muerto                                       | David Lafuente (colori di Miquel Muerto)                        | Radiant Red (SaldaPress)      | Novembre 2023 |
| 2   | Aprile 2022    | Radiant Red      | Radiant Red           | Sister Crash: What Would Mother Think    | Paul Allor                       | Chris Evenhuis                                    | Brittany Peer                                       | David Lafuente (colori di Miquel Muerto)                        | Inedito                       | n/a           |
| 3   | Maggio 2022    | Radiant Red      | Radiant Red           | Great Expectations                       | Cherish Chen                     | David LaFuente                                    | Miquel Muerto                                       | David Lafuente (colori di Miquel Muerto)                        | Radiant Red (SaldaPress)      | Novembre 2023 |
| 3   | Maggio 2022    | Radiant Red      | Radiant Red           | Sister Crash: The Only Way Out           | Paul Allor                       | Chris Evenhuis                                    | Brittany Peer                                       | David Lafuente (colori di Miquel Muerto)                        | Inedito                       | n/a           |
| 4   | Giugno 2022    | Radiant Red      | Radiant Red           | Things Fall Apart                        | Cherish Chen                     | David LaFuente                                    | Miquel Muerto                                       | David Lafuente (colori di Miquel Muerto)                        | Radiant Red (SaldaPress)      | Novembre 2023 |
| 4   | Giugno 2022    | Radiant Red      | Radiant Red           | Sister Crash: There's Our Girl           | Paul Allor                       | Chris Evenhuis                                    | Brittany Peer                                       | David Lafuente (colori di Miquel Muerto)                        | Inedito                       | n/a           |
| 5   | Luglio 2022    | Radiant Red      | Radiant Red           | Crime and Punishment                     | Cherish Chen                     | David LaFuente                                    | Miquel Muerto                                       | David Lafuente (colori di Miquel Muerto)                        | Radiant Red (SaldaPress)      | Novembre 2023 |
| 5   | Luglio 2022    | Radiant Red      | Radiant Red           | Sister Crash: All You Need Is Everything | Paul Allor                       | Chris Evenhuis                                    | Brittany Peer                                       | David Lafuente (colori di Miquel Muerto)                        | Inedito                       | n/a           |
| 1   | Aprile 2022    | Shift            | Shift                 | Chapter One: Founders' Meeting           | Kyle Higgins                     | Daniele Di Nicuolo                                | Walter Baiamonte e Katia Ranalli                    | Igor Monti                                                      | Inedito                       | n/a           |
| 2   | Maggio 2022    | Shift            | Shift                 | Chapter Two: Launch Day                  | Kyle Higgins                     | Francesco Manna e Danilo Beyruth                  | Marcelo Costa                                       | Mirka Andolfo                                                   | Inedito                       | n/a           |
| 3   | Giugno 2022    | Shift            | Shift                 | Chapter Three: Working Capital           | Kyle Higgins                     | Geraldo Borges                                    | Mark Englert                                        | James Harren                                                    | Inedito                       | n/a           |
| 4   | Luglio 2022    | Shift            | Shift                 | Chapter Four: Off Brand                  | Kyle Higgins                     | Chris Evenhuis                                    | Sjan Weijers                                        | Wes Craig                                                       | Inedito                       | n/a           |
| 5   | Dicembre 2023  | Shift            | Shift                 | Chapter Five: Selling Out                | Kyle Higgins                     | Daniele Di Nicuolo                                | Walter Baiamonte                                    | Igor Monti                                                      | Inedito                       | n/a           |
| 1   | Agosto 2022    | The Dead Lucky   | The Dead Lucky        | It's Not The Good That Die Young         | Melissa Flores                   | French Carlomagno                                 | Mattia Iacono                                       | French Carlomagno                                               | Dead Lucky 1 (SaldaPress)     | Aprile 2024   |
| 2   | Settembre 2022 | The Dead Lucky   | The Dead Lucky        | This Is Trauma                           | Melissa Flores                   | French Carlomagno                                 | Mattia Iacono                                       | French Carlomagno                                               | Dead Lucky 1 (SaldaPress)     | Aprile 2024   |
| 3   | Ottobre 2022   | The Dead Lucky   | The Dead Lucky        | The Dead Don't Want Me                   | Melissa Flores                   | French Carlomagno                                 | Mattia Iacono                                       | French Carlomagno                                               | Dead Lucky 1 (SaldaPress)     | Aprile 2024   |
| 4   | Novembre 2022  | The Dead Lucky   | The Dead Lucky        | They Sit Like Scars                      | Melissa Flores                   | French Carlomagno                                 | Mattia Iacono e Luca Mattioni                       | French Carlomagno                                               | Dead Lucky 1 (SaldaPress)     | Aprile 2024   |
| 5   | Gennaio 2023   | The Dead Lucky   | The Dead Lucky        | A Shift in Power                         | Melissa Flores                   | French Carlomagno                                 | Mattia Iacono                                       | French Carlomagno                                               | Dead Lucky 1 (SaldaPress)     | Aprile 2024   |
| 6   | Febbraio 2023  | The Dead Lucky   | The Dead Lucky        | There's No Shame In Surrender            | Melissa Flores                   | French Carlomagno                                 | Mattia Iacono                                       | French Carlomagno                                               | Dead Lucky 1 (SaldaPress)     | Aprile 2024   |
| 7   | Luglio 2023    | The Dead Lucky   | The Dead Lucky        | The Sellout                              | Melissa Flores                   | French Carlomagno                                 | Mattia Iacono                                       | French Carlomagno                                               | Inedito                       | n/a           |
| 8   | Agosto 2023    | The Dead Lucky   | The Dead Lucky        | Time Flies When You're Having Fun        | Melissa Flores                   | French Carlomagno                                 | Mattia Iacono                                       | French Carlomagno                                               | Inedito                       | n/a           |
| 9   | Settembre 2023 | The Dead Lucky   | The Dead Lucky        | It's Always The Narcissists              | Melissa Flores                   | French Carlomagno                                 | Mattia Iacono                                       | Rod Reis                                                        | Inedito                       | n/a           |
| 10  | Novembre 2023  | The Dead Lucky   | The Dead Lucky        | The Fun Never Stops                      | Melissa Flores                   | French Carlomagno                                 | Mattia Iacono                                       | French Carlomagno                                               | Inedito                       | n/a           |
| 11  | Gennaio 2023   | The Dead Lucky   | The Dead Lucky        | We Didn't Star The Fire                  | Melissa Flores                   | French Carlomagno                                 | Mattia Iacono                                       | French Carlomagno                                               | Inedito                       | n/a           |
| 12  | Marzo 2024     | The Dead Lucky   | The Dead Lucky        | With a Little Help from My Friends.      | Melissa Flores                   | French Carlomagno                                 | Mattia Iacono                                       | French Carlomagno                                               | Inedito                       | n/a           |
| 1   | Dicembre 2022  | Radiant Pink     | Radiant Pink          | Meet Cute/Horrible                       | Melissa Flores e Meghan Camarena | Emma Kubert                                       | Rebecca Nalty                                       | Emma Kubert (colori di Rebecca Nalty)                           | Inedito                       | n/a           |
| 2   | Gennaio 2023   | Radiant Pink     | Radiant Pink          | Eva and Kelly's Complicated Adventure    | Melissa Flores e Meghan Camarena | Emma Kubert                                       | Rebecca Nalty                                       | Emma Kubert (colori di Rebecca Nalty)                           | Inedito                       | n/a           |
| 3   | Febbraio 2023  | Radiant Pink     | Radiant Pink          | The World's Worst Love Story             | Melissa Flores e Meghan Camarena | Emma Kubert                                       | Rebecca Nalty                                       | Emma Kubert (colori di Rebecca Nalty)                           | Inedito                       | n/a           |
| 4   | Aprile 2023    | Radiant Pink     | Radiant Pink          | Space!                                   | Melissa Flores e Meghan Camarena | Emma Kubert                                       | Rebecca Nalty                                       | Emma Kubert (colori di Rebecca Nalty)                           | Inedito                       | n/a           |
| 5   | Maggio 2023    | Radiant Pink     | Radiant Pink          | A Tale of Most Woe                       | Melissa Flores e Meghan Camarena | Emma Kubert                                       | Rebecca Nalty                                       | Emma Kubert (colori di Rebecca Nalty)                           | Inedito                       | n/a           |
| 1   | Gennaio 2023   | Inferno Girl Red | Inferno Girl Red      | Book One                                 | Mat Groom                        | Erica D'Urso (con assistenza di Lorenzo Tammetta) | Igor Monti (con l'assistenza di Sabrina Del Grosso) | Erica D'Urso                                                    | Inferno Girl Red (SaldaPress) | Maggio 2024   |
| 2   | Febbraio 2023  | Inferno Girl Red | Inferno Girl Red      | Book One                                 | Mat Groom                        | Erica D'Urso                                      | Igor Monti (con l'assistenza di Sabrina Del Grosso) | Valeria Favoccia                                                | Inferno Girl Red (SaldaPress) | Maggio 2024   |
| 3   | Marzo 2023     | Inferno Girl Red | Inferno Girl Red      | Book One                                 | Mat Groom                        | Erica D'Urso e Valeria Favoccia                   | Igor Monti (con l'assistenza di Sabrina Del Grosso) | Erica D'Urso                                                    | Inferno Girl Red (SaldaPress) | Maggio 2024   |
| 1   | Marzo 2023     | No/One           | No/One                | n/a                                      | Kyle Higgins e Brian Buccellato  | Geraldo Borges                                    | Mark Englert                                        | Geraldo Borges (con i colori di Mark Englert)                   | Inedito                       | n/a           |
| 2   | Aprile 2023    | No/One           | No/One                | n/a                                      | Kyle Higgins e Brian Buccellato  | Geraldo Borges                                    | Mark Englert                                        | Geraldo Borges (con i colori di Mark Englert)                   | Inedito                       | n/a           |
| 3   | Maggio 2023    | No/One           | No/One                | n/a                                      | Kyle Higgins e Brian Buccellato  | Geraldo Borges                                    | Mark Englert                                        | Geraldo Borges (con i colori di Mark Englert)                   | Inedito                       | n/a           |
| 4   | Luglio 2023    | No/One           | No/One                | n/a                                      | Kyle Higgins e Brian Buccellato  | Geraldo Borges                                    | Mark Englert                                        | Geraldo Borges (con i colori di Mark Englert)                   | Inedito                       | n/a           |
| 5   | Agosto 2023    | No/One           | No/One                | n/a                                      | Kyle Higgins e Brian Buccellato  | Geraldo Borges                                    | Mark Englert                                        | Geraldo Borges (con i colori di Mark Englert)                   | Inedito                       | n/a           |
| 6   | Novembre 2023  | No/One           | No/One                | n/a                                      | Kyle Higgins e Brian Buccellato  | Geraldo Borges                                    | Mark Englert                                        | Geraldo Borges (con i colori di Mark Englert)                   | Inedito                       | n/a           |
| 7   | Dicembre 2023  | No/One           | No/One                | n/a                                      | Kyle Higgins e Brian Buccellato  | Geraldo Borges                                    | Antonio Fuso                                        | Geraldo Borges (con i colori di Mark Englert)                   | Inedito                       | n/a           |
| 8   | Marzo 2024     | No/One           | No/One                | n/a                                      | Kyle Higgins e Brian Buccellato  | Geraldo Borges                                    | Mark Englert                                        | Geraldo Borges (con i colori di Mark Englert)                   | Inedito                       | n/a           |
| 9   | Giugno 2024    | No/One           | No/One                | n/a                                      | Kyle Higgins e Brian Buccellato  | Geraldo Borges                                    | Mark Englert                                        | Geraldo Borges (con i colori di Mark Englert)                   | Inedito                       | n/a           |
| 10  | Luglio 2024    | No/One           | No/One                | n/a                                      | Kyle Higgins e Brian Buccellato  | Geraldo Borges                                    | Mark Englert                                        | Geraldo Borges (con i colori di Mark Englert)                   | Inedito                       | n/a           |
| 1   | Agosto 2024    | C.O.W.L. 1964    | C.O.W.L. 1964         | n/a                                      | Kyle Higgins e Alec Siegel       | Rod Reis                                          | Rod Reis                                            | Rod Reis                                                        | Inedito                       | n/a           |
| 2   | Settembre 2024 | C.O.W.L. 1964    | C.O.W.L. 1964         | n/a                                      | Kyle Higgins e Alec Siegel       | Rod Reis                                          | Rod Reis                                            | Rod Reis                                                        | Inedito                       | n/a           |
| 3   | Ottobre 2024   | C.O.W.L. 1964    | C.O.W.L. 1964         | n/a                                      | Kyle Higgins e Alec Siegel       | Rod Reis                                          | Rod Reis                                            | Rod Reis                                                        | Inedito                       | n/a           |
| 4   | Novembre 2024  | C.O.W.L. 1964    | C.O.W.L. 1964         | n/a                                      | Kyle Higgins e Alec Siegel       | Rod Reis                                          | Rod Reis                                            | Rod Reis                                                        | Inedito                       | n/a           |

### Albi cross-over
| Data          | Titolo              | Sceneggiatura                                          | Disegni            | Colori           | Copertina                                       | Prima edizione italiana | Data Italia |
| ------------- | ------------------- | ------------------------------------------------------ | ------------------ | ---------------- | ----------------------------------------------- | ----------------------- | ----------- |
| Febbraio 2022 | Supermassive (2022) | Kyle Higgins, Ryan Parrott e Mat Groom                 | Francesco Manna    | Igor Monti       | Francesco Manna (colori di Igor Monti)          | Inedito                 | n/a         |
| Maggio 2023   | Supermassive (2023) | Kyle Higgins, Ryan Parrott, Mat Groom e Melissa Flores | Daniele Di Nicuolo | Walter Baiamonte | Daniele Di Nicuolo (colori di Walter Baiamonte) | Inedito                 | n/a         |
| Luglio 2024   | Supermassive (2024) | Kyle Higgins, Ryan Parrott, Mat Groom e Melissa Flores | Stefano Simeone    | Stefano Simeone  | Stefano Simeone                                 | Inedito                 | n/a         |

## Riconoscimenti
Radiant Black è stata candidata come Best New Series agli Eisner Award 2022 mentre il suo quinto volume è stato candidato come Book of the Year agli Harvey Awards 2024.

## Altri media
Animazione
A giugno 2022, in correlazione alla pubblicazione di Radiant Black 15, è stato rilasciato un corto animato prodotto da Tiger Animation e Black Market Narrative intitolato Versus | Radiant Black vs. Blaze, scritto e diretto da Kyle Higgins e con Alec Siegel e Will Friedle a dare la voce a Radiant Black. Il corto è visibile sul canale ufficiale Youtube della Black Market Narrative.
Podcast
A dicembre 2022 è stato annunciato che parallelamente ad ogni numero della serie No/One sarebbe stato pubblicato un episodio di un podcast intitolato Who Is No/One? gestito da Rachael Leigh Cook e Patton Oswalt che interpreteranno rispettivamente i personaggi della conduttrice Julia Paige e del giornalista del The Pittsburgh Ledger, Teddy Barstow. Loren Lester è la voce di No/One mentre Yuri Lowenthal, Tara Platt, Cristina Vee, Karl Herlinger, Todd Stashwick e Walter Jones sono parte del cast. Il podcast contiene anche disegni originali di Mark Englert e musiche di Kristopher Carter.
Audiolibri
Ad aprile 2024 è stato annunciato che l'adattamento in formato audiolibro di Radiant Black sarebbe stato distribuito nell'anno in corso. Rider Strong è la voce di Nathan Burnett mentre Will Friedle riprende il ruolo di Marshall Ward. Kyle Higgins figura come scrittore, direttore e narratore. Come anticipato al San Diego Comic-Con 2024, nel cast figurano Kim Rhodes com Mrs. Burnett, Loren Lester come Mr. Burnett, Todd Stashwick come <001>, Melissa Navia come Eva Reyes, Anne Yatco come Satomi Sone e Troy Baker come Guy.
Cinema
Durante il San Diego Comic-Con 2024 è stato annunciato che un film tratto dalla serie No/One è ufficialmente in sviluppo con il titolo I Am No/One. Come riportato da TheWrap, la pellicola sarebbe composto da interviste, riprese, coperture giornalistiche legate alle operazioni dello stesso No/One. Kyle Higgins ricopre il ruolo di regista e di co-sceneggiatore insieme a Brian Buccellato, co-creatore e co-sceneggiatore di No/One. Il film prevede di essere sia un riepilogo della serie a fumetti e del podcast ad esso collegato, sia il capitolo finale di questa esperienza multi-narrativa.